# Mon coach
 (mars 2020).
Si vous disposez d'ouvrages ou d'articles de référence ou si vous connaissez des sites web de qualité traitant du thème abordé ici, merci de compléter l'article en donnant les références utiles à sa vérifiabilité et en les liant à la section « Notes et références ».
Mon coach  (My Coach en anglais) est une série de jeux vidéo éducatifs ou de sport d'Ubisoft.

## Jeux
| Titre                                                              | Année  | Plates-formes                          |
| ------------------------------------------------------------------ | ------ | -------------------------------------- |
| Mon coach personnel : J'améliore mon anglais                       | 2007   | Nintendo DS                            |
| Mon coach personnel : J'enrichis mon vocabulaire                   | 2007   | Wii, Nintendo DS, iOS                  |
| Mon coach personnel : J'améliore mon espagnol                      | 2007   | Nintendo DS, iOS, PlayStation Portable |
| My French Coach                                                    | 2007   | Nintendo DS, iOS                       |
| Mon coach personnel : J'arrête de fumer avec la méthode Allen Carr | 2008   | Nintendo DS, iOS                       |
| Mon coach personnel : Je garde la ligne                            | 2008   | Nintendo DS, iOS                       |
| My Chinese Coach                                                   | 2008   | Nintendo DS, iOS                       |
| My Dog Coach: Understand Your Dog with Cesar Millan                | 2008   | Nintendo DS                            |
| My Fun Facts Coach                                                 | 2008   | Nintendo DS                            |
| My Japanese Coach                                                  | 2008   | Nintendo DS, iOS                       |
| My SAT Coach                                                       | 2008   | Nintendo DS                            |
| Mon coach personnel : J'apprends l'anglais                         | 2009   | Nintendo DS                            |
| Mon coach personnel : Mes recettes plaisir et ligne                | 2009   | Nintendo DS                            |
| My Fitness Coach: Cardio Workout                                   | 2009   | Wii                                    |
| My Fitness Coach 2: Exercise and Nutrition                         | 2010   | Wii                                    |
| My Fitness Coach: Dance Workout                                    | 2010   | Wii                                    |
| Mon Coach Personnel : Club Fitness                                 | 2011   | Wii, PlayStation 3                     |
| My Self Defence Coach                                              | 2011   | Xbox 360                               |
| My Life Coach                                                      | Annulé | Nintendo DS                            |